# De Morgan (cratère)
De Morgan est le nom d'un petit cratère lunaire nommé d'après le mathématicien britannique Augustus De Morgan situé dans la région centrale de l'hémisphère face à la Terre. Il est situé à mi-chemin entre les cratères d'Arrest, au sud, et Cayley plus au nord.
De Morgan est circulaire et a la forme caractéristique d'un ensemble de petits chocs. Il dispose d'un petit plateau au milieu des murs intérieurs en pente.